# Andrzej Modrzejewski (chirurg)
Andrzej Tadeusz Modrzejewski herbu Ostoja (ur. 28 października 1957 w Szczecinie) – polski profesor nauk medycznych, specjalizacje: chirurgia ogólna, chirurgia naczyniowa oraz angiologia, pionier chirurgii laparoskopowej, nauczyciel akademicki.

## Życiorys

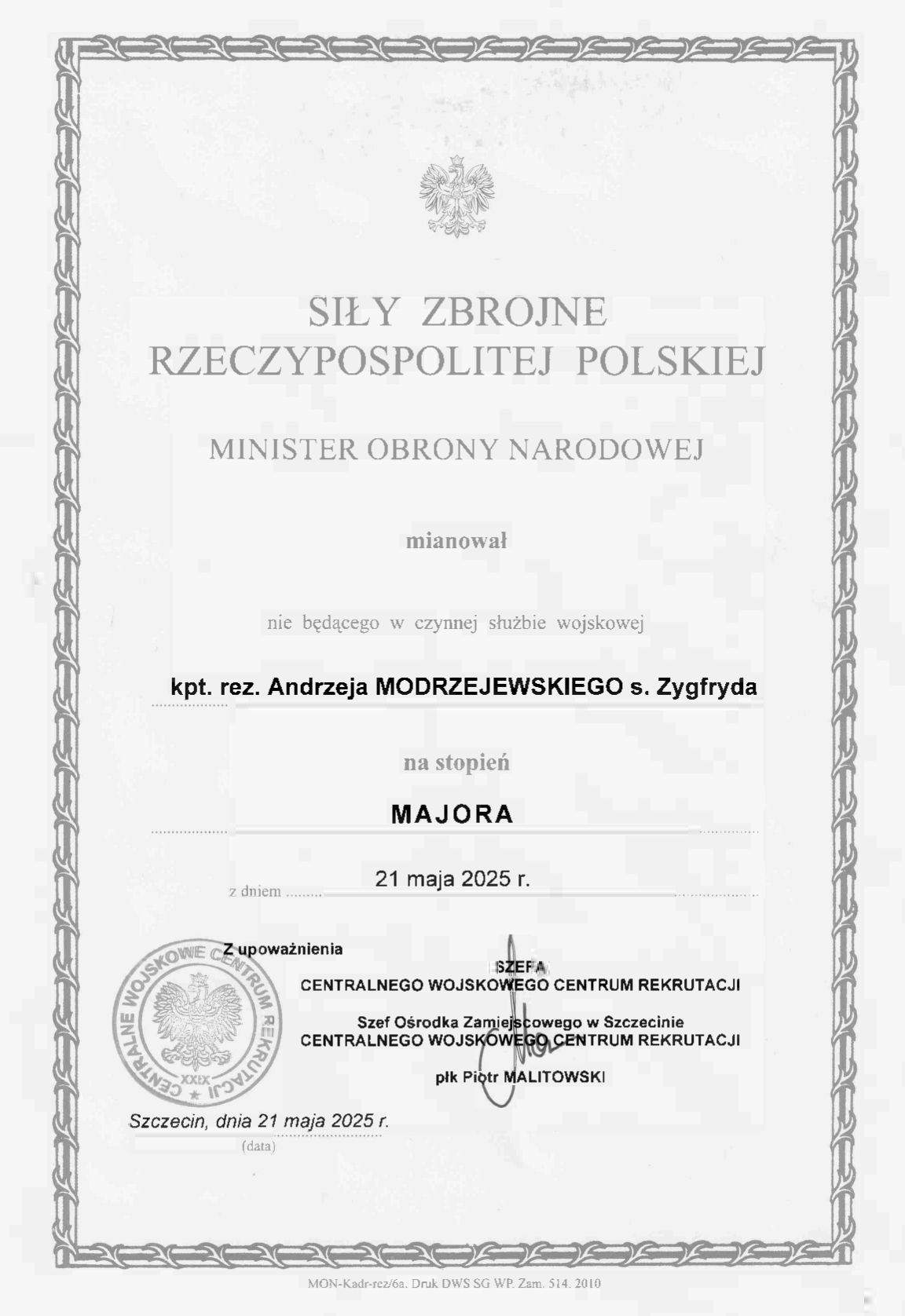
Dyplom majora

Andrzej Modrzejewski urodził się w rodzinie Zygfryda i Anny. Po maturze zdanej w VI Liceum Ogólnokształcącym w Szczecinie studiował na Wydziale Lekarskim Pomorskiej Akademii Medycznej (obecnie Pomorski Uniwersytet Medyczny) w Szczecinie. 25 czerwca 1982 otrzymał z wyróżnieniem dyplom lekarza. W 1986 w ogólnopolskim konkursie wygrał trzyletnie stypendium doktorskie Fundacji im. Humboldta, które zakończyło się przygotowaniem rozprawy doktorskiej. Stopień naukowy doktora otrzymał w 1989 na Uniwersytecie Humboldta w Berlinie po obronie w języku niemieckim dysertacji Experimentelle Eutersuchungen mit Cyclosporin A. Prywatnie interesuje się myślistwem.
W 2021 został mianowany na stopień kapitana, a od 2025 ma stopień wojskowy majora, nie będąc w czynnej służbie wojskowej.

## Praca zawodowa
Andrzej Modrzejewski bezpośrednio po studiach został zatrudniony w macierzystej uczelni w III Klinice Chirurgii Ogólnej. W 1986 uzyskał specjalizację pierwszego stopnia z chirurgii ogólnej, a w 1990 – specjalizację drugiego stopnia w tym zakresie. Rozpoczął wykonywanie rekonstrukcyjnych operacji naczyniowych, które przeprowadza do chwili obecnej. W pierwszej połowie 1991 zorganizował salę operacyjną i pozyskał sprzęt do operacji laparoskopowych. Jako jeden z pierwszych chirurgów w Polsce wykonał cholecystektomię metodą laparoskopową a, także pierwszą w naszym kraju appendektomię laparoskopową. W latach 1997–2007 kierował Oddziałem Klinicznym Chirurgii Laparoskopowej PAM. Jest niekwestionowanym pionierem metody laparoskopowej w chirurgii. Do tej pory ma na koncie ponad 10 tys. operacji usunięcia pęcherzyka żółciowego metodą laparoskopową, ustanawiając swoisty rekord światowy. Podejmuje się niekiedy bardzo trudnych i ryzykownych zabiegów tego typu. Podczas operacji usunięcia pęcherzyka żółciowego nigdy nie uszkodził dróg żółciowych, podczas gdy w piśmiennictwie odsetek takich komplikacji sięga 4 promili.
W 2004 uzyskał specjalizację z angiologii. W latach 2007–2008 był kierownikiem Oddziału Chirurgii Ogólnej, Naczyniowej, Onkologicznej i Urazów Wielonarządowych z Pododdziałem Leczenia Oparzeń Samodzielnego Publicznego Szpitala Wojewódzkiego w Gorzowie Wielkopolskim. W 2009 podjął pracę jako specjalista angiolog w Klinice Kardiologii PAM. 

## Praca naukowo-dydaktyczna
Andrzej Modrzejewski w macierzystej uczelni otrzymał stopień naukowy doktora habilitowanego 19 listopada 1996 na podstawie dorobku naukowego i monografii Skojarzenia endoskopii i laparoskopii w leczeniu kamicy żółciowej. Analiza wyników wczesnych i odległych. W 2010 otrzymał tytuł naukowy profesora nauk medycznych nadany przez Prezydenta Rzeczypospolitej Polskiej. Obecnie jest kierownikiem Oddziału Klinicznego Chirurgii Ogólnej w 109 Szpitalu Wojskowym. 
Profesor Andrzej Modrzejewski opublikował ponad 120 prac naukowych, w tym pierwszą w Polsce monografię o cholecystektomii laparoskopowej, wygłosił 100 referatów na zjazdach, sympozjach i posiedzeniach naukowych. Jest współautorem patentu „Narzędzie do wydobywania organów z jamy brzusznej podczas operacji laparoskopowych”. Szkolił chirurgów w zakresie techniki laparoskopowej poprzez operacje pokazowe na oddziałach i podczas warsztatów laparoskopowych, upowszechniając tę nową technikę chirurgiczną. Profesor Andrzej Modrzejewski wypromował 12 doktorów nauk medycznych. 
Profesor Modrzejewski od 1989 jest członkiem Berliner Chirurgische Gesellschaft (Berlińskie Towarzystwo Chirurgów). Ponadto był członkiem Zarządu Sekcji Viscero‑Syntezy Towarzystwa Chirurgów  Polskich (następnie Zarządu Sekcji Videochirurgii Towarzystwa Chirurgów Polskich), członkiem Rady Naukowej czasopisma „Video chirurgia” (następnie „Wideochirurgia”), zastępcą redaktora naczelnego pisma „Leczenie Ran”, a obecnie jest członkiem Komitetu Naukowego tego periodyku.

## Wybrane publikacje
- Cholecystektomia laparoskopowa. Medim Warszawa 1992
- Technika operacji laparoskopowych w urologii. Obserwacje własne. „Urol. Pol.” 1993, 46, 1[17] (wsp. Andrzej Sikorski)
- Narzędzie do wydobywania organów z jamy brzusznej podczas operacji laparoskopowych. Patent nr 171908. Polski Urząd Patentowy 1993 (wsp. Zbigniew Stec)[18]

- Skojarzenie endoskopii i laparoskopii w leczeniu kamicy żółciowej. Analiza wyników wczesnych i odległych. Rozprawa habilitacyjna. Ann. Acad. Med. Stetin. 1996, supl. 30, s.1-127. ISBN 83-86342-20-X
- Wpływ chorób współistniejących z kamicą żółciową na przebieg i wyniki cholecystektomii laparoskopowej. „Pol. Tyg. Lek” 1996, 51, 14-18, s.200-202 (wsp. Marian Borowski)
- Algorytmy postępowania endoskopowego i laparoskopowego w leczeniu kamicy żółciowej. „Videochirurgia” 1996, R1, 1, s.20-23
- Obecny stan chirurgii laparoskopowej na świecie. „Videochirurgia” 1997, R2, 3, s.6-8
- Analiza niepowodzeń cholecystektomii laparoskopowej. „Wiad. Lek.” 1997, 50 supl. 1 cz.1, s.227-230
- Laparoskopowe wycięcie guza wątroby. „Pol. Przegl. Chir.” 2001, 73, 9, s.847-849 (wsp. Tomasz Hamera, Marcin Śledź)
- Polymorphism of matrix metalloproteinase genes (MMP1 and MMP3) in patients with varicose veins. „Clin. Exp. Dermatol.” 2009, 34, 5, s.613–617 (wsp. M. Kurzawski, A. Pawlik, M. Droździk)[19]
- Cholecystenomia laparoskopowa. W: „Chirurgia laparoskopowa” (red. W. Kostewicz). PZWL Warszawa 2002, s.153-166. ISBN 83-200-2440-4
- Laparoscopic appendectomy performed under ductal anaesthetization – a case report. „Pomer. J. Life Sci.” 2017, 63, 4, s.31-33 (wsp. Marcin Śledź, Dominik Koś)[20]
- Surgical instrument left inside abdomen. „Pol. Przegl. Chir.” 2018, 90, 6, s.40-42 (wsp. Ewa Zamojska-Kościów, Edyta Tracz, Mirosław Parafiniuk)[21]
- Major vascular injury during laparoscopy. „Pol. J. Surgery” 2019, 91, 4, s.36-40 (wsp. Bartosz Paśnik)[22]
- Złuszczony balon cewnika Foleya jako przyczyna kamicy pęcherza moczowego. „Chirurgia po Dyplomie” 2023, 18, 1, s.45-48 (wsp. Krzysztof Kowalik)
- Pancreatic adenocarcinoma – current trends in diagnosis and treatment. „Oncol. Clin. Pract.” 2023, 19, 4, s.280-291 (wsp. Anna Gruszczyńska, Krzysztof Kowalik, Katarzyna Hetman)
- Existing and novel biomaterials for bone tissue engineering. „Int. J. Mol. Sci.” 2023, 24, 1, s.529 (wsp. Paweł Dec, Andrzej Pawlik)[23]